# Красен (област Добрич)
 За другото българско село вижте Красен (Област Русе).  
Красен е село в Североизточна България. То се намира в община Генерал Тошево, област Добрич.

## География
В село Красен е измерен абсолютният годишен минимум на валежите в България, откакто се правят климатични и метеорологични изследвания в България. Това се е случило през 1965 г., когато общото валежно количество за годината е било едва 146 mm.

## История
При село Красен при строеж на ледница е открита колона и фрагмент от паметник с гръцки надпис и уникална слонова кост, която свидетелства за съхранението на вярата в тракийското божество Хероса. Датирана е от VII-VI в. п.н.e. Ръката е с височина 11 см и с пръстите си държи орех. В черупката на ореха има изображение на тракийски конник, който държи копие, насочено срещу изобразена реалистично мечка. Заедно с него е разкрита трако-римска керамика. Това е основанието да се счита, че при Красен е имало селище от римската епоха. От всички материали намерени в община Генерал Тошево най-голям интерес представлява Каменната колона от VI в., употребена вторично. Върху трите и открити страни са нанесени рунически и други знаци. Колоната е намерена при Красен. Намира се в музея в Букурещ и като архитектурен детайл е публикувана отдавна от румънския учен В. Първан. Според начина на врязваните знаци те са нанесени на три етапа, но no форма те се разделят на две групи – знаци, които изобразяват геометрични фигури, и знаци, които означават букви от руническото писмо на номадските племена.
През османския период селото носи названието Каралии. През 1942 г., след връщането на Южна Добруджа в българските предели, е наименувано Красно село. Промяната предизвиква силна критика от страна на местната управа и те скоро променят със свои решения наложеното им название в съвременния му вид. От 27 юни 1942 г. селото носи името Красен. През 1944 Николай Николаев е посланик в Швеция, където остава след Деветосептемврийския преврат.

## Население
Преброяване на населението през 2011 г.
Численост и дял на етническите групи според преброяването на населението през 2011 г.:
|                     | Численост | Дял (в %) |
| Общо                | 261       | 100.00    |
| Българи             | 251       | 96.16     |
| Турци               | 3         | 1.14      |
| Цигани              | 0         | 0.00      |
| Други               | 0         | 0.00      |
| Не се самоопределят | 0         | 0.00      |
| Неотговорили        | 6         | 2.29      |

## Културни и природни забележителности
Тук някога е бил учител Йордан Йовков. Филиповата кръчма, строена през 1901 г., е безспорен източник на творчески идеи и колоритни прототипи в творчеството на Й. Йовков. Тук се развива действието на неговия разказ „Жътваря“. Върната е на собствениците и не функционира. През 2005 г. кръчмата е реставрирана със средства на общината по проект на Красива България.
Има музейна сбирка „Й. Йовков“ в селото, която съдържа фотоси и лични вещи на Й. Йовков.
Църква, открита през 1860 г. Храмът е посветен на Свети Николай Мирликийски.
Училището е от 1865 г. В него е работил писателят Й. Йовков, имало е и вечерно училище за възрастни.

## Редовни събития
Сборът е на 22 май.

## Личности
- Данаил Папазов (р. 1959), министър на транспорта от 2013 г.
- Живко Желев - роден в с. Красен, общ. Г. Тошево, Музикален ръководител на ПФА "Добруджа", кавалджия, композитор и диригент.